# Xã Elm Grove, Quận Grand Forks, Bắc Dakota
Xã Elm Grove (tiếng Anh: Elm Grove Township) là một xã thuộc quận Grand Forks, tiểu bang Bắc Dakota, Hoa Kỳ. Năm 2010, dân số của xã này là 120 người.